# Olympische Sommerspiele 1928/Teilnehmer (Südafrikanische Union)
| Gelbes Symbol für Goldmedaillen mit stilisierten Olympischen Ringen | Graues Symbol für Silbermedaillen mit stilisierten Olympischen Ringen | Braundes Symbol für Bronzemedaillen mit stilisierten Olympischen Ringen |
| ------------------------------------------------------------------- | --------------------------------------------------------------------- | ----------------------------------------------------------------------- |
| 1                                                                   | —                                                                     | 2                                                                       |

Die Südafrikanische Union nahm an den Olympischen Sommerspielen 1928 in Amsterdam, Niederlande, mit einer Delegation von 24 Sportlern (18 Männer und sechs Frauen) teil.

## Medaillengewinner

### Gold
| Name(n)         | Sportart       | Wettkampf        |
| --------------- | -------------- | ---------------- |
| Sydney Atkinson | Leichtathletik | 110 Meter Hürden |

### Bronze
| Name(n)                                                             | Sportart  | Wettkampf                  |
| ------------------------------------------------------------------- | --------- | -------------------------- |
| Harry Isaacs                                                        | Boxen     | Bantamgewicht              |
| Rhoda Rennie, Freddie van der Goes, Mary Bedford & Kathleen Russell | Schwimmen | Frauen, 4 × 100 m Freistil |

## Teilnehmer nach Sportarten

### Boxen
- Henry Lebanon
Fliegengewicht: 4. Platz

- Harry Isaacs
Bantamgewicht: Bronze

- Bobbie Smith
Leichtgewicht: 9. Platz

- Fred Ellis
Weltergewicht: 9. Platz

- Alf Wilson
Mittelgewicht: 9. Platz

- Donald McCorkindale
Halbschwergewicht: 4. Platz

### Leichtathletik
- Willie Legg
100 Meter: 5. Platz
200 Meter: Halbfinale

- Johannes Viljoen
100 Meter: Viertelfinale
110 Meter Hürden: Halbfinale
Weitsprung: 38. Platz in der Qualifikation
Dreisprung: 24. Platz in der Qualifikation
Zehnkampf: DNF

- Aubrey Burton-Durham
100 Meter: Viertelfinale
200 Meter: Vorläufe

- Sidney Atkinson
100 Meter: Viertelfinale
110 Meter Hürden: Gold

- Howard Kinsman
200 Meter: Viertelfinale

- Danie Jacobs
1500 Meter: Vorläufe
10.000 Meter: 20. Platz

- Matthew Steytler
Marathon: 40. Platz

- George Weightman-Smith
110 Meter Hürden: 5. Platz
Speerwurf: 21. Platz in der Qualifikation
Zehnkampf: DNF

- Marjorie Clark
Frauen, 100 Meter: Halbfinale
Frauen, Hochsprung: 5. Platz

### Radsport
- Fred Short
Straßenrennen, Einzel: 19. Platz

### Ringen
- Anton Praeg
Mittelgewicht, Freistil: 4. Platz

### Rudern
- Henri de Kok
Einer: 2. Runde

### Schwimmen
- Kathleen Russell
Frauen, 100 Meter Freistil: Halbfinale
Frauen, 4 × 100 Meter Freistil: Bronze

- Zus Engelenberg
Frauen, 100 Meter Freistil: Vorläufe

- Rhoda Rennie
Frauen, 100 Meter Freistil: Vorläufe
Frauen, 400 Meter Freistil: Vorläufe
Frauen, 4 × 100 Meter Freistil: Bronze

- Freddie van der Goes
Frauen, 400 Meter Freistil: 5. Platz
Frauen, 4 × 100 Meter Freistil: Bronze

- Mary Bedford
Frauen, 400 Meter Freistil: Vorläufe
Frauen, 4 × 100 Meter Freistil: Bronze

### Segeln
- Rupert Ellis-Brown
12-Fuß-Jolle: 12. Platz